# Mathewsia
Mathewsia là chi thực vật có hoa trong họ Cải.